# Cernon (Marna)
Cernon è un comune francese di 138 abitanti situato nel dipartimento della Marna nella regione del Grand Est.

## Società

### Evoluzione demografica
Abitanti censiti